# Habitatge del Tossal Rostides
L'Habitatge del Tossal Rostides és un despoblat antic del terme del Pont de Suert, dins de l'antic municipi de Llesp, pertanyent a l'Alta Ribagorça. És al nord del poble d'Iran, en el Tossal Rostides, que és un contrafort dels vessants de ponent de la Serra Capitana.
Per arribar-hi, cal seguir la carretera de la Vall de Boí i, just a l'entrada, a l'actual nucli de Saraís, es troba la pista rural asfaltada que mena a Iran, Irgo, Igüerri i Gotarta. Dos revolts abans d'arribar a Iran, cal deixar el cotxe i pujar deu minuts a peu cap a l'oest per trobar les restes d'aquest habitatge.
Es tracta d'una estructura rectangular que recorda la del vilatge de Noufonts. Possiblement es tracta de les restes d'una torre de guaita. Al costat té restes d'una segona estructura unida a ella, i pels entorns es poden veure d'altres parets del mateix conjunt.